# 鳃
鳃是很多水生动物用来将水中溶解的游离态氧气吸收到血液中的一种呼吸器官。使用鳃进行气体交换的方式被称为鳃呼吸，与皮肤呼吸和肠道呼吸共同為水生动物的主流呼吸方式。一些动物的鳃还可以用来帮助滤食水中的有机物和浮游生物，兼职辅助消化系统的功能。

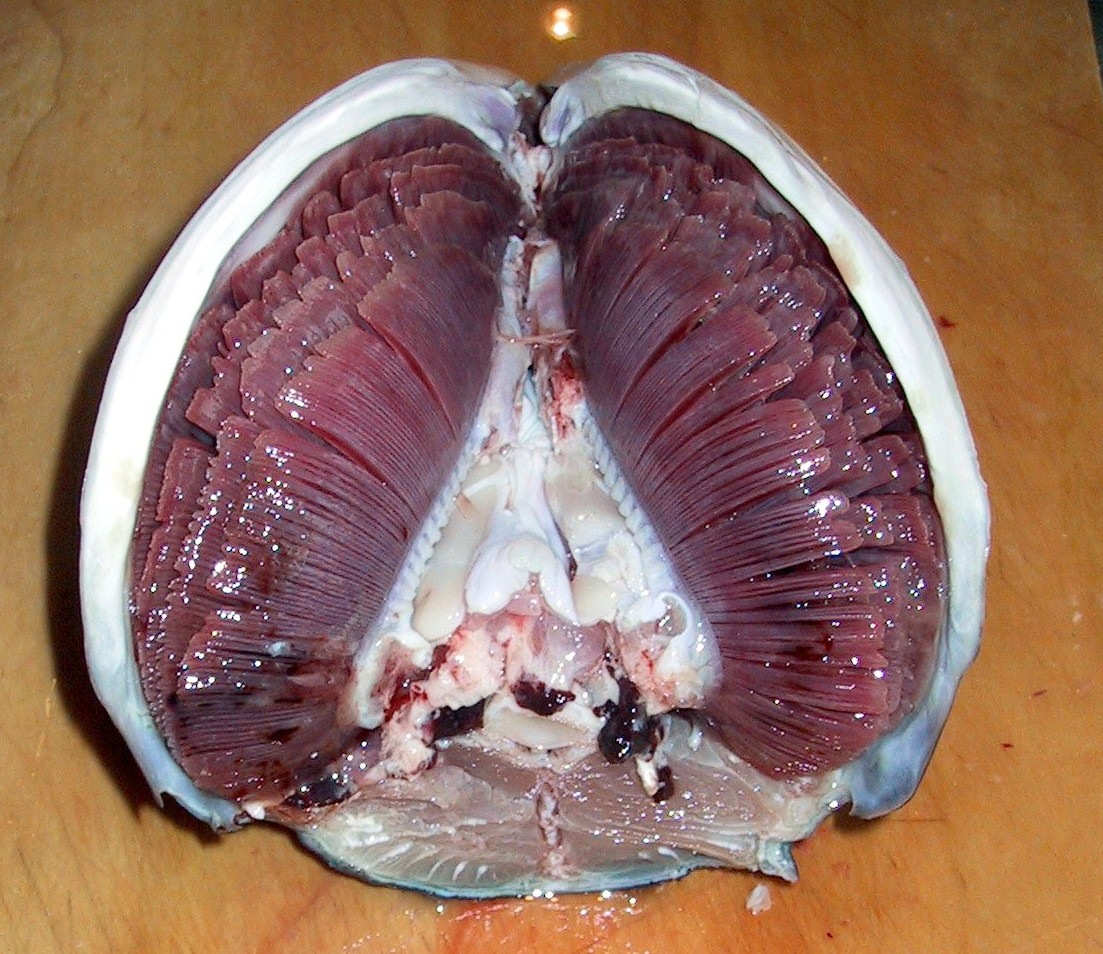
金槍魚頭的紅鰓（從後面）

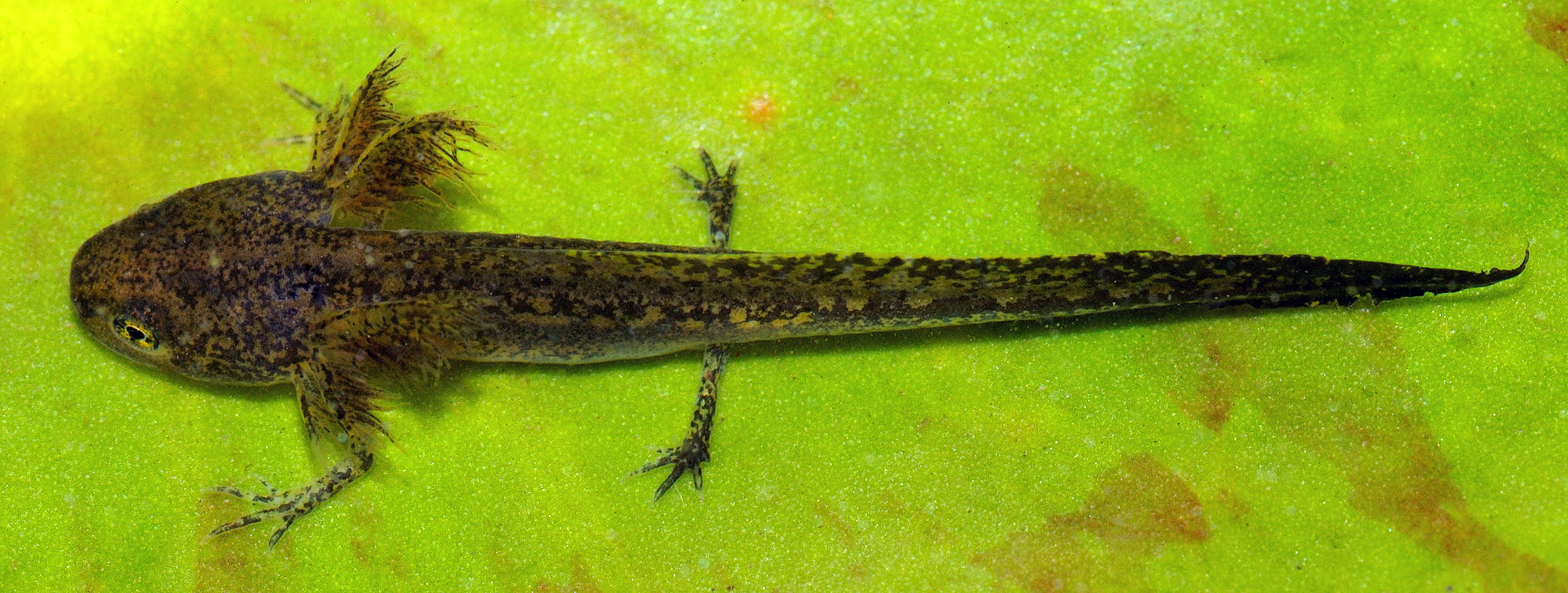
蝾螈幼體的鳃清晰可見

鳃被一层很薄的，具有通透性的膜所包绕。血液在内届的血管或者是腔隙里面流动，这样就可以尽可能的与外界的水接触到。鳃的位置不定：蠕虫和蟹的鳃在它们的肢体，贝壳动物的鳃则在它们的外套腔中，鱼的鳃在鳃裂。大部分动物的鳃是裸露的，但也有些鳃是被皮肤保护的，或者是为某些特别的结构保护（壳，外套，鳃盖）。为了增加与水的接触面积，鳃的形状有栉状，叶状，树状和丛状。鳃利用对流原则，即血液（血淋巴）流动的方向与水流动的方向相反，使得血液可以最大限度的补充氧气。在软体动物中（例如贻贝），鳃还有过滤食物颗粒的功能。
许多水生动物和一些在潮湿空气生活的陆生动物用鳃呼吸。如蜗牛（例外：肺螺亚纲），贝壳和其他软体动物，多种"蠕虫"，蟹等，而鱼和两栖动物的幼虫（有些成虫还会）是鳃呼吸的代表。 
而昆蟲大多是用氣管呼吸，只有少部分才用鳃呼吸（部分還會和器官相連），例如：蜻蜓， 蜉蝣和部分雙翅目的水生幼蟲。
大部分用鳃呼吸的动物会在水外的环境迅速窒息死亡，因为鳃叶极容易干燥，这也会因为水中的氧气耗尽而发生。 
一些鱼类和蟹能通过特别的措施（如将水重新补充氧气），而能够较长时间脱水生活。